# Håkan Ridal
Carl Håkan Ridal, född 12 augusti 1938 i Örebro, är en svensk arkitekt och ämbetsman. 
Ridal, som är son till försäljningschef Harry Ridal och sekreterare Margit Edstam, utexaminerades som arkitekt från Chalmers tekniska högskola 1962 och från Försvarshögskolan 1977. Han var anställd hos White Arkitekter AB 1962–1968, biträdande länsarkitekt i Göteborgs och Bohus län 1968–1972, länsarkitekt i Skaraborgs län 1972–1992 och länsråd i Skaraborgs län från 1992. Han har varit styrelseledamot i Friluftsfrämjandet, ordförande i Vänerns och Vätterns vattenvårdsförbund, vice ordförande Laxfond Vänern samt innehaft diverse fackliga och andra uppdrag.